# Cloudkicker
Cloudkicker è il progetto solista del musicista statunitense Benjamin Sharp.
Di per sé, costituisce un progetto musicale totalmente autosufficiente, del quale Sharp oltre alla composizione, si occupa anche della produzione, del mixaggio e della registrazione della propria musica; buona parte dei suoi lavori sono pubblicati online e distribuiti dallo stesso.
Il nome è liberamente tratto da un personaggio presente nello show televisivo TaleSpin.
Ben Sharp ha iniziato a comporre e scrivere musica sotto i soprannomi BM Sharp e Ben the Sharp nel 2005. La sua carriera è cominciata con la pubblicazione di alcune tracce di musica ambient in download gratuito. Ha iniziato a pubblicare materiale sotto lo pseudonimo Cloudkicker nel 2008, debuttando con l'album The Discovery, rilasciandolo in download gratuito in licenza Creative Commons. 
L'album fu susseguito dall'uscita di tre EP: The Map is Not the Territory, Portmanteau, e A New Heavenly Body. Nel settembre 2010, ha pubblicato il secondo album, Beacons, attraverso il suo sito web ufficiale. Questo è infatti stato il suo primo lavoro in vendita, acquistabile a prezzo libero. Inoltre, è stato il suo primo album disponibile in CD così come in vinile. Il 22 novembre 2011 pubblica due album in coppia, Let Yourself Be Huge disponibile in CD o attraverso il suo sito web ufficiale e il suo "compagno" Loop, disponibile solo in digital download. Il 2 agosto 2012 rilascia Fade sempre in digital download attraverso il suo sito web ufficiale. Il 14 settembre 2013 esce Subsume, sempre con prezzo libero.
Alla fine del Marzo 2014, Ben fa il suo debutto Live con un tour Nordamericano in collaborazione coi membri della band Intronaut, di cui il 24 novembre 2014 sarà rilasciato l'album registrato live il 6 aprile ad Austin nei Fathom Tree Recording Studio. Durante il tour Ben è stato di supporto, in più date, ai TesseracT.
Il 1º dicembre 2014 Sharp pubblica Little Histories.
Sharp rimane tuttavia al di fuori del management musicale, dichiarando di essere orgogliosamente fiero di lasciar fruire liberamente la propria musica al di fuori del business delle case discografiche.

## Discografia
- 2008 - Music Is Tight
- 2008 - The Discovery
- 2009 - The Map Is Not the Territory (EP)
- 2010 - Portmanteau (EP)
- 2010 - ]]][[[ (EP)
- 2010 - Beacons
- 2010 - You and Yours (EP)
- 2011 - Loop
- 2011 - Let Yourself Be Huge
- 2012 - Fade
- 2013 - Hello (Single)
- 2013 - Subsume
- 2014 - Live with Intronaut (Live)
- 2014 - Little Histories
- 2015 - Woum
- 2019 - Unending
- 2020 - Solitude

## Videografia
- 2013 -  Push it way up! (With Intronaut)